# Francisco María del Granado
Francisco María del Granado y Capriles (18 de agosto de 1835 – 23 de septiembre de 1895), obispo de Cochabamba y arzobispo de La Plata, fue un poeta, orador y prelado boliviano que consagró su vida a servir a los pobres e indígenas.
El “Tata Granado”, como es conocido por el devoto pueblo boliviano que lo ha venerado sin descanso por más de un siglo, tuvo fama de santo ya en vida. Amaba a toda la gente, en especial, a los disminuidos; el pueblo correspondió a este amor estimándolo como benefactor y venerándolo como santo: "Calma y vigor comunicaban al espíritu la frente ancha y pensadora, sombreada de tristeza, jamás coloreada de impaciencia; la mirada de inalterable dulzura; el acento que parecía implorar, aun cuando mandaba", recuerda el presidente boliviano Mariano Baptista.
En su memoria, Bolivia le ha dedicado una plaza y le ha erigido un monumento.

## Biografía

### Primeros años de vida
Había nacido en el seno de una familia de grandes pergaminos que ligó su existencia a los valores más trascendentes. La vocación religiosa fue tan temprana que a los cuatro años ya quería ser sacerdote católico. En la ciudad de Santa Cruz de la Sierra, de niño improvisó un altar bajo la sombra de un naranjo y todas las mañanas, antes de ir a colegio, celebraba la misa con devoción. Más tarde, a los doce años de edad, predicó los sermones de feria durante la cuaresma, en casa de un caballero, vecino suyo, y a medida que el orador se exhibía aumentaba la concurrencia que ya no era de niños, como al principio, sino de caballeros y señoras.

### Vida religiosa
Recibió la unción sacerdotal a la corta edad de 24 años, después de graduarse como doctor en teología. A los 33 años "el Señor que se complace en ensalzar a los humildes, lo exaltó a la sublime dignidad del episcopado", donde demostró poseer todas las cualidades y virtudes del santo. El tirano y caudillo bárbaro Mariano Melgarejo —aquella suerte de "bestia borracha"— sentía hacia el religioso un temor reverencial y a pesar de no comulgar con sus ideas, ni seguir sus doctrinas, no se opuso a su nombramiento. "Acaso el hombre de las batallas y de las orgías no ha respetado en Bolivia, sino al joven sacerdote Granado". El obispo fundó varias instituciones de bien social, destacándose entre éstas la Casa de las Hijas de María. En él cobró fuerza el santo fuego de la caridad, que se alimenta socorriendo a los enfermos, a los marginados y a los que sufren. Así, los pobres e indígenas absorbían sus atenciones y desvelos, prodigados sin tasa ni medida. Hablaba igualmente con los ricos que con los pobres; sus palabras llenas de amor y su presencia, infundían paz y tranquilidad a los feligreses, devolviéndoles la fe y la esperanza. 

### Muerte
Cuando llegó la hora de su partida, pidió a dos hermanitas que lo cuidaban que lo ayudaran a arrodillarse porque él no se sentía digno de partir hacia Dios si no estaba hincado. Elevó sus ojos al cielo, sintió a Jesús dentro del pecho y estalló su corazón dentro el cáliz de su cuerpo: “Vivió para el corazón y el corazón le dio la muerte”. Tras su fallecimiento, la gente lloraba y colocada en líneas interminables, le rindió su último tributo, desfilando por varios días frente a su catafalco. Su partida fue percibida con angustia, con ansiedad, como un "cataclismo social".

## Obra literaria
Su otra gran vocación era la palabra escrita. Todos sus sermones, pero especialmente el denominado "Sermón de las tres horas", pronunciados los viernes Santos en catedrales bolivianas, peruanas, ecuatorianas y argentinas a lo largo del siglo XIX, conmovían el alma del más ateo. Su expresión era enérgica y de ideas tan claras como diáfana su manera de exponerlas. Ferviente defensor de la fe, permaneció al frente de la grey católica durante cerca de tres décadas, cuando la Iglesia había empezado a sufrir los embates anticlericales del pensamiento decimonónico. Cuando hablaba desde el púlpito a los feligreses se transfiguraba, se agigantaba y sus labios vertían la palabra de Dios. Se hizo famoso por sus dotes de orador: su vocación ardorosa, ingenio vivaz, palabra fulgurante galvanizaban a sus coetáneos como una "notabilidad que sabe arrastrar, convencer y conmover a su auditorio", dejando su imperecedera huella.
Es un poeta de corte neoclásico y, cuando trata asuntos religiosos, su poesía alcanza cimas difícilmente superables.

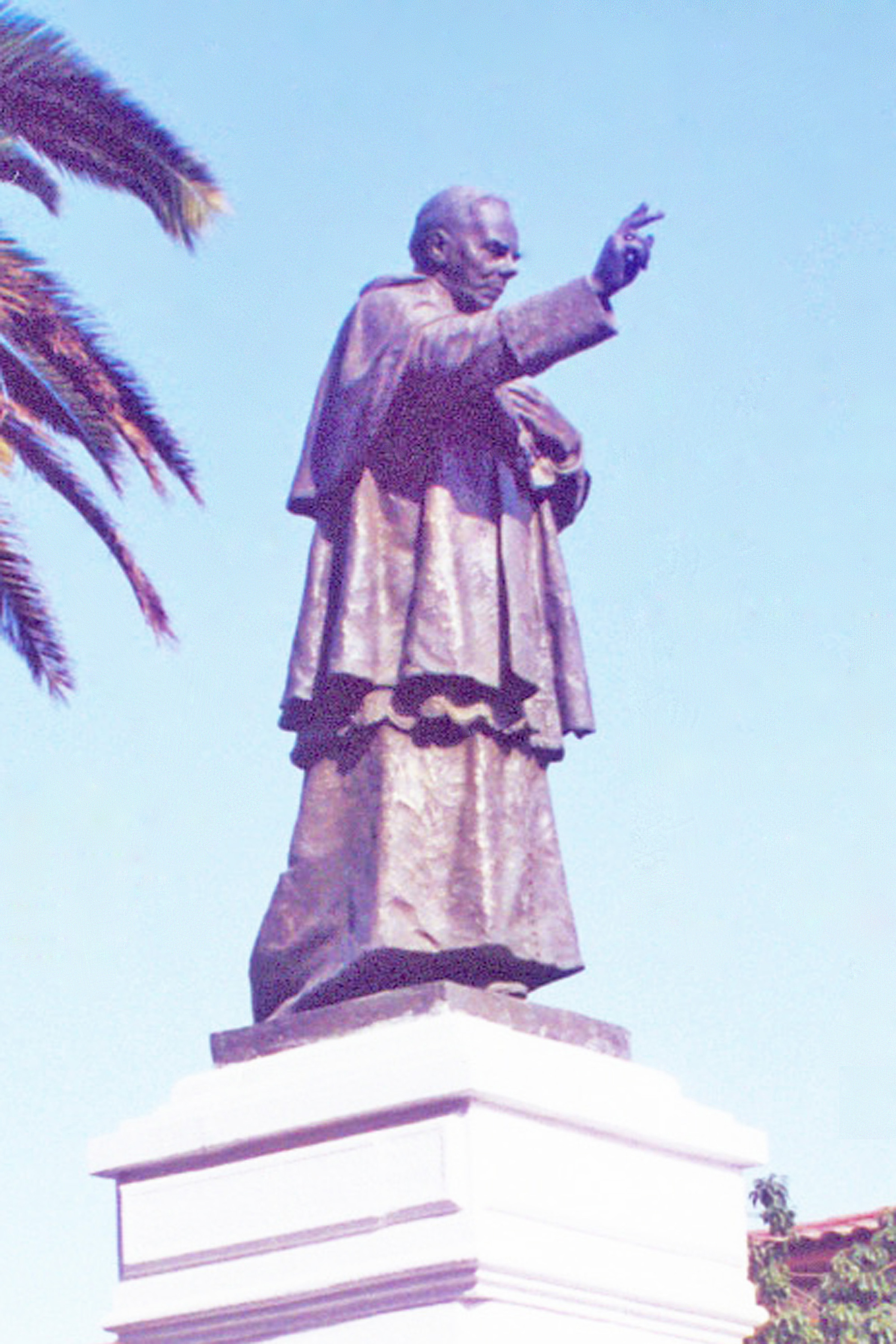
"Monumento al santo", obra del artista Pietro Piraino, sobre su pedestal en la plaza del Granado

## Proceso de beatificación
Sus restos reposan en la catedral de San Sebastián en Cochabamba. En 1902 se inició su proceso de beatificación, y fue declarado Venerable en 1922 por SS. Pío XI. Su causa sigue en curso.